# دجاج رمادي إسكتلندي
دجاج رمادي إسكتلندي أو دجاج إسكتلندا الرمادي أو اختصارا الرمادي الإسكتلندي (بالإنجليزية: Scots Grey)‏ هي سلالة دجاج مزدوجة الغرض في مجال تربية الدواجن بين إنتاج البيض واللحم، تعتبر سلالة من الدجاج المحلي الإسكتلاندية، الذي نشأ وتطور فيها، حيث لوحظت ترببته في المزارع لأكثر من مائتي عام. باسم سكوتش جراي، وحتى عام 1930 كان شائعًا وجوده في اسكتلندا. وهي مدرجة حاليا إلى حدود الربع الأول من القرن 21 ضمن قائمة «سلالات الدواجن الأصلية المعرضة للخطر» التابعة لمنظمة حماية السلالات النادرة.

## الإنتاجية
سلالة دجاج الإسكتلندي الرمادي هي ثنائية الاستخدام في مجال تربية الدواجن بين إنتاج البيض واللحم.

## أسماء أخرى
علاوة على الاسم الشائع وهو Scotch Grey الرمادي السكوتلاندي ، يعرف أيضا بأسماء أخرى وهي:
- Chick Marley دجاج مارلي[6]
- Shepherd's Plaid شيفيردس بلايد أي راعي الزخرفة أو راعي النقوش.

## انظر ايضا
- دجاج سومبور كابوركا
- دجاج سلطان
- لحوم بيضاء
- دجاج ذات الرقبة العارية
- دجاج الأندلسي
- دجاج منورقة، دجاج جا نوا
- دجاجة سوداء ذات الوجه الأبيض